# Canal anal
Canalul anal este segmentul terminal al intestinului gros, între rect și anus, situat sub nivelul diafragmei pelvine. Se află în triunghiul anal al perineului, între fosa ischioanală dreaptă și stângă. Fiind segmentul funcțional final al intestinului, acesta funcționează pentru a regla eliberarea excrementelor de către două complexe musculare numite sfinctere. Anusul este deschiderea de la porțiunea terminală a canalului anal.

## Anatomie
La om, canalul anal are o lungime de aproximativ 2,5 până la 4 cm, de la joncțiunea anorectală la anus.    Este îndreptat în jos și înapoi. Este înconjurat de sfincterele involuntare interioare și exterioare voluntare, care mențin lumenul închis sub forma unei fante anteroposterioare.
Canalul se diferențiază de rect printr-o tranziție de-a lungul suprafeței interne de la țesutul endodermic la cel ectodermic asemănător pielii.
Canalul anal este în mod tradițional împărțit în două segmente, superior și inferior, separate de linia pectinată (cunoscută și sub numele de linie dentată):
- zona superioară (zona columnară)
  - mucoasa este căptușită de epiteliu columnar simplu
  - prezintă pliuri longitudinale sau creșteri ale tunicii mucoase care sunt unite între ele inferior prin pliuri ale membranei mucoase cunoscute sub numele de valve anale
  - este vascularizată de artera rectală superioară (o ramură a arterei mezenterice inferioare)
- zona inferioară
  - împărțit în două zone mai mici, separate de o linie albă cunoscută linia Hilton:
    - zona hemoragică - căptușită de epiteliu scuamos stratificat nekeratinizat
    - zona cutanea - epiteliu scuamos stratificat, keratinizat, stratificat, care se amestecă cu pielea perianală din jur

  - este vascularizată de artera rectală inferioară (o ramură a arterei pudendale interne)

Bordura anală se referă la capătul distal al canalului anal, o zonă de tranziție între epiteliul canalului anal și pielea perianală. Nu trebuie confundat cu linia pectinată dintre zonele superioară și inferioară din canalul anal.
Glanda anală secretă secreția limfatică și materiile fecale acumulate din mucoasa colonului. La unele animale, această expunere a glandei poate fi efectuată în mod obișnuit la fiecare 24-36 de luni pentru a preveni infecția și formarea fistulei.

### Relații
- Fosa ischioanală se află pe fiecare parte a canalului anal.
- Spațiul perianal înconjoară canalul anal sub linia albă.
- Spațiul submucos al canalului se află deasupra liniei albe dintre membrana mucoasă și mușchiul sfincterului anal intern.

## Fiziologie
Mușchiul sfincterian anal extern este mușchiul voluntar care înconjoară și aderă la anus la marginea inferioară a canalului anal. Acest mușchi se află într-o stare de contracție tonică, dar în timpul defecației, se relaxează pentru a permite eliberarea fecalelor.
Mișcarea fecalelor este, de asemenea, controlată de sfincterul anal intern controlat involuntar, care este o extensie a mușchiului circular care înconjoară canalul anal. Se relaxează pentru a expulza fecalele din rect și canalul anal.

## Imagini suplimentare

Anatomia anusului și rectului
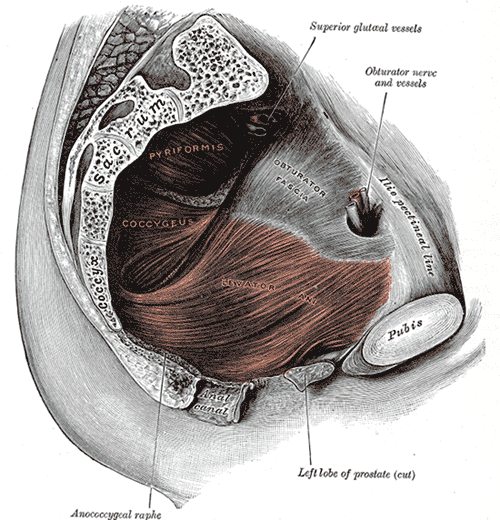
Levator stâng ani din interior
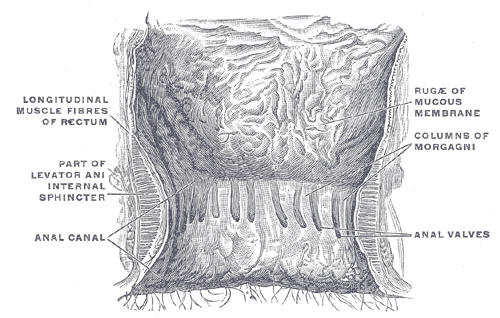
Interiorul canalului anal și partea inferioară a rectului
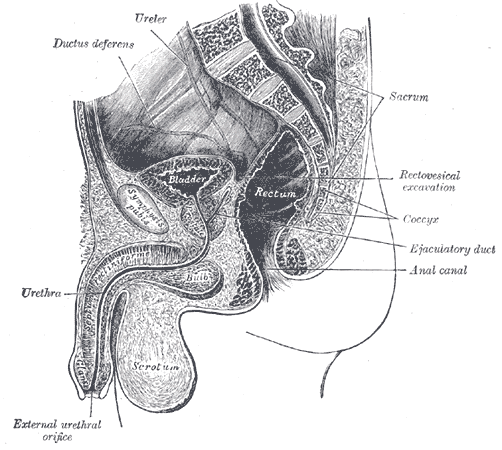
Secțiunea sagitală mediană a bazinului masculin
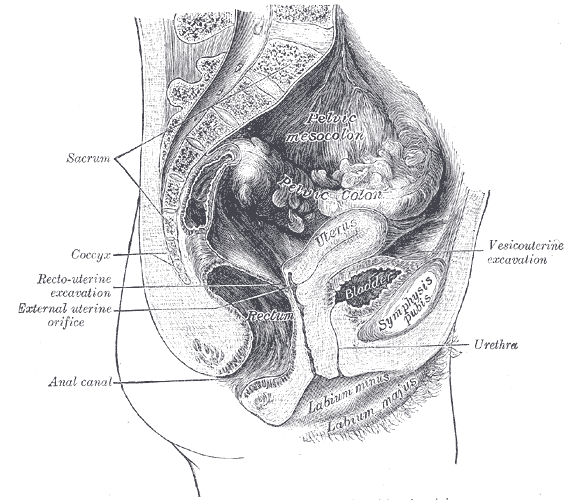
Secțiunea sagitală mediană a bazinului feminin